# 荘園整理令
荘園整理令（しょうえんせいりれい）は、平安時代に発布された一連の法令のこと。		
特に有名なものは、1069年（治暦5年 = 延久元年)に後三条天皇が全国の荘園を一斉整理する目的で発令した延久の荘園整理令であるが、実はこれを遡ること150年前の醍醐天皇の時代から天皇の代替わりごとに度々発令されている。
また、古くは「荘園を禁止する法令」とする認識がされる場合もあったが、実際には違法な手続によって立荘された荘園を整理・停止することを意図した法令であり、正規な手続によって成立した荘園については公認する性格を有していた。
更に中央政府による荘園整理令とは別に諸国の国司が独自に荘園整理令を申請し、太政官における陣定の「諸国条事定」において審議され承認された場合も存在する。

## 延喜の荘園整理令
荘園の増大は有力貴族や彼らに保護された寺社などに莫大な収入をもたらす一方、国司等による税の徴収が不可能（すなわち公領の減少）となってしまうために国家財政に深刻な打撃を与えていた。また、それらを補うために開発された勅旨田も結果的には農民を駆使して公費や公水を利用するなど、却って社会・経済の混乱要因となった。
その為、荘園の新規設置を取り締まり、違法性のある荘園を停止させることで、公領を回復させて国家財政の再建を目指した。
その嚆矢が、醍醐天皇の延喜2年（902年）3月13日に太政官符として発布された延喜の荘園整理令である。
この荘園整理令では、醍醐天皇が即位した寛平9年（897年）以降に開かれた勅旨田の廃止、地方民が権門や寺社に田畑や舎宅を寄進することの禁止、権門や寺社が未開の山野を不法に占拠することの禁止などが挙げられている。また、土地所有者には相伝された公験の保持を義務付けるとともに、本来賦役令によって租税・課役の免除申請の権利を有していた国司が、土地所有者からの立荘の申請を受け付けることとなった。これらの法令は違法な荘園を整理するとともに、国衙による国内の土地への管理権限を強化することとなった。
同時に、成立の由来がはっきりとしていて、かつ国務の妨げにならない荘園は整理の対象外としており、この方針は後の整理令にも受け継がれている。また、この時期に「所領」「領主」などの概念が生み出されたのも、この時期に班田制が崩壊していく中で公験などの正規の文書によって土地所有者とされた者がその土地の用益権を持つことが管理権限を有する国衙によって認められたことの反映であるとみられている。
後の花山天皇の代の永観2年（985年）に発布された永観の荘園整理令は、この延喜の荘園整理令が元となっている。

## 長久・寛徳の荘園整理令
だが、実際の政務を行っているのが最大の荘園領主である摂関家以下有力貴族であったこと、国司側も任期が終了に近づくと、次の役職を得るための一種の猟官運動として、国司免判による国免荘を設置することで有力貴族による荘園実施を認める傾向にあったために多くの例外が生まれ、実効性が乏しかった。
そこで、後朱雀天皇の代の長久元年（1040年）、内裏造営を名分として、現任の国司の任期中に立てた国免荘の停止を命じる長久の荘園整理令が発布される。なお、この長久の整理令を進言した但馬守藤原章信は関白藤原頼通の家司で、頼通とも相談した上で進言を行っており、摂関家が国司が求める荘園整理に常に反対していた訳ではないことも注目される。
更に後冷泉天皇の代の寛徳2年（1045年）、寛徳の荘園整理令が発布される。この整理令は、前任の国司の任期中以後に立てた国免荘を全て停止し、これに背いた国司は解任して今後一切国司には任用しないと言う罰則を設けることで、不法国免荘を整理しようとした。
違法の寄進地系荘園や国免荘の増加の流れは止まらず、国衙領は次第に不法荘園に侵食されるようになっていった。

## 延久の荘園整理令
慈円の『愚管抄』によると、藤原頼通の関白在任時に口頭で摂関家領と称する違法荘園が諸国に出現し、そのために国務が滞っているとの報告を後三条天皇が受け、それがきっかけで違法荘園の整理を決めたという。
そこで延久の荘園整理令では、従来の荘園整理令よりも強固に実行するためにそれまで地方諸国の国司達に依存していた職務を全て中央で行うようにした。その審査を行う機関として、延久元年（1069年）に記録荘園券契所が設置された。
延喜の荘園整理令以来の方針として、成立の由来がはっきりとしていて、かつ国務の妨げにならない荘園は整理の対象外とする事とし、更に従来の命令とは違って細かい規制が加えられた。
1. 劣悪な荘田と肥沃な公田を無断で交換してはならない。
2. 荘園の住民が荘園外で耕している公田を荘園に含めてはならない。
3. 国司が経費の財源として寺社等に宛がっている公田を勝手に荘園（無定坪付庄）として扱ってはならない。

また、審査の対象となる荘園を摂関家領や大寺社領にまで拡大した所に特徴がある。その一方で、審査対象の荘園の存続条件として、寛徳の荘園整理令が発布された寛徳2年以前に成立した事を示す書類を有しているとすることで、頼通の整理令を受け継ぐ姿勢を前面に押したて、摂関家の不満をそらす等の配慮を見せている。また、天皇の勅許を受けて発給された太政官符・太政官牒が荘園の公験とみなされ、その存在が荘園整理の判断材料とされた。
『愚管抄』は記録所が頼通にも文書提出を求めた時、「そんなものはないので全て没収しても構わない」と答え、頼通の荘園のみ文書の提出を免除されたという話を伝えているが、実際には頼通の荘園も文書を提出したことや、その審査の過程で上野国土井荘などの規定外の荘園が没収されたことなどが、孫の師通の日記『後二条師通記』や『近衛家所領目録』に記されていて、このことから摂関家の経済基盤がこの荘園整理令で大打撃を受けたことがうかがえる。その一方で、頼通の荘園の中核であった平等院領が後三条天皇の即位直前に駆け込みで得た太政官符・太政官牒が有効な公験とされて整理の対象外となったことで、実際の摂関家の経済基盤への打撃はそれほど大きなものとならず、むしろ「天皇の勅許のもとに太政官符・太政官牒の発給を得て四至が確定された荘園は公認される」という原則が確立されたことで、むしろその後の荘園制の発展につながったとする指摘もある。
一方で、石清水八幡宮や興福寺等の大寺社も書類を提出しており、石清水八幡宮は審査の結果、34箇所の内13箇所が収公されるなど、大寺社勢力にも多大な影響を与えていた。
その一方で後三条天皇は、収公された審査基準外の違法荘園を国衙領に戻すだけでなく、勅旨田の名目で天皇の支配下に置くなど、事実上の天皇領荘園を構築しており、それらは後三条院勅旨田と呼ばれた。
この様に後三条天皇が発布した延久の荘園整理令は、摂関家や大寺社の経済力削減や皇室経済の復興などの成果を上げており、後の荘園整理令に大きな影響を与えた。

## 院政期の荘園整理令
平安時代末期に入ると、律令制が本来貴族・官人の生活の資として支給してきた「禄」（封戸・季禄など）の制度が完全に形骸化するとともに、貴族の生活が荘園や知行国を抜きにしては成立し得なくなり、こうした立場から荘園整理令を批判する動きが登場した。応保2年（1162年）頃に太政大臣藤原伊通が二条天皇に献じた意見書『大槐秘抄』には、かつての上達部（公卿）は封戸を与えられ、節会などには臨時の禄も支給されていた。だが、今はそれがないため、荘園を持たなければ生活が成り立たないし、同様に知行国の制度があるのも封戸が支給されないからであるとして、荘園整理令を批判した。また、文永年間（1270年前後）に元太政大臣であった徳大寺実基が後嵯峨院に充てた奏状では、荘園の保護こそが朝廷が廷臣に与えられる最大の「朝恩（天子の恩恵）」であるとする荘園整理とは全く反対の論理を展開するように至った。

## 歴史上の荘園整理令
- 延喜の荘園整理令　902年（延喜2）醍醐天皇　この整理令以後の荘園を「格後の荘園」と呼び、整理の対象にした。
- 永観の荘園整理令　985年（永観2）花山天皇  延喜整理令以後のものを整理
- 長久の荘園整理令　1040年（長久元）後朱雀天皇
- 寛徳の荘園整理令　1045年（寛徳2）後冷泉天皇　前任の国司の在任中に立てた荘園だけ停止。
- 天喜の荘園整理令　1055年（天喜3）後冷泉天皇
- 延久の荘園整理令　1069年（延久元）後三条天皇
- 承保の荘園整理令　1075年（承保2）白河天皇
- 寛治の荘園整理令　1093年（寛治7）白河天皇
- 康和の荘園整理令　1099年（承徳3）堀河天皇　新立の荘園の停止（同年、康和と改元）。
- 天永の荘園整理令　1111年（天永2）鳥羽天皇
- 保元の荘園整理令　1156年（保元元）後白河天皇　荘園で使役できる農民の数を制限、「保元新制」。